# Hans Aufricht-Ruda
Hans Aufricht-Ruda (eigentlich Hans Aufricht; * 8. Januar 1899 in Ruda in Oberschlesien; † 29. September 1970 in Pasadena (Kalifornien)) war ein deutsch-amerikanischer Schriftsteller und Psychotherapeut.
Aufricht war der Sohn des jüdischen Holzgroßhändlers Isidor Aufricht und von Berta, geborene Centawer. Nach dem Besuch des Johannesgymnasiums in Breslau und seinem Wehrdienst war er ein oder zwei Jahre lang Schauspieler am Stadttheater Königsberg. Er war mit Jakob Wassermann befreundet, bei dem er in Alt-Aussee lebte und dessen Stieftochter er heiraten sollte. Während der Zeit in Alt-Aussee arbeitete er an seinem Roman Die Verhandlung gegen La Roncière, der heute als bedeutendes Werk der Neuen Sachlichkeit angesehen wird. Er hatte über Wassermann einige Aufsätze in der Neuen Rundschau publiziert und dieser hatte ihn dem S. Fischer Verlag empfohlen, wo der Roman 1927 mit einem enthusiastischen Vorwort Wassermanns veröffentlicht wurde.
Die Situation nach 1933 zwang Aufricht schließlich, Deutschland zu verlassen. 1935 machte er eine psychotherapeutische Ausbildung in Stockholm und emigrierte 1939 über die Niederlande in die USA, wo er fortan als Erzieher, Jugendtherapeut und Kinderpsychotherapeut arbeitete.
Der Roman Die Verhandlung gegen La Roncière spielt 1835 im Frankreich des „Bürgerkönigs“ Louis-Philippe. Der 29-jährige Leutnant La Roncière ist angeklagt, Marie von Morell, die 17-jährige Tochter seines Befehlshabers, vergewaltigt zu haben. Er wird inhaftiert und verzichtet darauf, seine Unschuld zu beweisen, da er in der wahnhaften Anklage der als Hysterikerin gezeichneten Marie die verstörte Form einer wahren Liebe erkennt.
Der Roman war ursprünglich als mittlerer Teil einer Romantrilogie mit dem Titel Der Jahrhundertbogen geplant, die anderen Teile sind jedoch nie erschienen.
Der Nachlass Aufrichts befindet sich im Deutschen Literaturarchiv in Marbach am Neckar.

## Werke
- Die Verhandlung gegen La Roncière. Mit einem Vorwort von Jakob Wassermann. S. Fischer, Berlin 1927.
  - Neuausgabe: S. Fischer, Frankfurt am Main 1974, ISBN 3-10-502201-5.
  - Übersetzung: The Case for the Defendant. Übersetzung von Bernard Miall. Little, Brown & Co., Boston 1929.